# Nilüfer Yumlu
Nilüfer Yumlu, född 31 maj 1955 i Istanbul, är en turkisk sångare. 
2009 gav hon ut samlingsskivan Hayal.

## Diskografi
- Nilüfer'74 (1974)
- Selam Söyle (1976)
- Müzik (1978)
- 15 Şarkı (1979)
- Nilüfer'79 (1979)
- Nilüfer'80 (1980)
- Sensiz Olmaz (1982)
- Nilüfer'84 (1984)
- Bir Selam Yeter (1985)
- Geceler (1987)
- Esmer Günler (1988)
- Sen Mühimsin (1990)
- Yine Yeni Yeniden (1992)
- Nostalji (1993)
- Ne Masal Ne Rüya (1994)
- Nilüfer'le (1997)
- Yeniden Yetmişe (1998)
- Büyük Aşkım (2001)
- Olur mu Olur mu? - Gözünaydın (2003)
- Sürprizler (2004)
- Karar Verdim (2005)
- Hayal (2009)